# Ле Ридер, Жак
Жак Ле Ридер (фр. Jacques Le Rider, 20 февраля 1954, Афины) – французский историк-германист, представитель интеллектуальной истории.

## Биография и научная карьера
Сын историка, педагога и администратора Жоржа Ле Ридера. Закончил Эколь Нормаль (1973-1977). Преподавал в Сорбонне (1977-1981), университете Париж XII (1981-1990), университете Париж VIII (1990-1999). С 2000 – в Высшей школе социальных наук, возглавляет кафедру «Европа и германский мир (новое и новейшее время)». Руководит журналом Revue germanique internationale (соиздатель - Мишель Эспань), ведет в Издательстве высшей школы книжную серию Perspectives germaniques. Основал во Франции Общество Томаса Бернхарда. 
Был директором Института франко-немецкой культуры в Тюбингене (1983-1986), советником по культуре и науке посольства Франции в Австрии, директором Французского института в Вене (1994-1996). Работал в университетах Граца, Кёльна, Женевы, Мангейма, штата Вашингтон в Сиэтле, Сан-Паулу и др. Выражал тревогу в связи с усилением ультранационалистических тенденций в австрийской политике, ростом популярности Йорга Хайдера и его партии в региональном и национальном масштабе (дневниковая книга Австрия господина Хайдера, 2001).
Переводил Гёте, Гофмансталя, Лу Андреас-Саломе, Вейнингера, Маутнера, Адорно и др.

## Научные интересы
Основные интересы Ле Ридера связаны с немецкоязычной культурой конца XIX – начала XX вв., проблематикой немецкой, австрийской и еврейской идентичности в эту переломную эпоху, дневниковыми формами саморепрезентации «Я» и, в частности, женского «Я», эмблематическими фигурами Ницше, Фрейда, Шницлера, Гофмансталя, Вейнингера, Макса Нордау, Фрица Маутнера.

## Труды
- Le Cas Otto Weininger. Racines de l'antiféminisme et de l'antisémitisme, PUF, 1982 (Страсбургская премия)
- Modernité viennoise et crises de l'identité, PUF, 1990 (переизд. 1994 и 2000, премия Женье)
- Mitteleuropa, PUF, 1994 (переизд. 1996)
- Hugo von Hofmannsthal. Historicisme et modernité, PUF, 1995
- Les Couleurs et les mots, Paris: PUF, 1997 (переизд. 1999, нем. пер. 2000)
- Nietzsche en France, de la fin du XIXe siècle au temps présent, PUF, 1999 (нем. изд. 1997)
- Journaux intimes viennois, PUF, 2000
- L' Autriche de M. Haider. Un journal de l'année 2000, PUF, 2001
- Freud, de l’Acropole au Sinaï. Le retour à l’antique des modernes viennois, PUF, 2002
- Arthur Schnitzler ou La Belle Époque viennoise, Belin, 2003 (нем. пер. 2007)
- Malwida von Meysenbug. Une Européenne du XIXe siècle, Bartillat, 2005 (медаль Габриэля Моно)
- L’Allemagne au temps du réalisme. De l'espoir au désenchantement (1848-1890), Albin Michel, 2008
- Faust, le vertige de la science, Larousse, 2010 (в соавторстве)
- La Galicie au temps des Habsbourg (1772-1918). Histoire, société, cultures en contact, Tours, Presses Universitaires François Rabelais, 2010 (в соавторстве)
- Mémoire et histoire en Europe centrale et orientale, Rennes, Presses Universitaires de Rennes, 2010 (в соавторстве)
- Fritz Mauthner: Scepticisme linguistique et modernité. Une biographie intellectuelle, Bartillat, 2012
- Les Juifs viennois à la belle époque (1867-1914), éditions Albin Michel, 2013

## Признание
Книги Ле Ридера переведены на многие языки. Он - лауреат многочисленных национальных и международных премий и наград, среди которых медаль Гёльдерлина (Тюбинген, 1986), премия Женье Академии моральных и политических наук Франции (1990), франко-немецкая научная премия Фонда Александра фон Гумбольдта (2000), медаль Габриэля Моно Академии моральных и политических наук Франции (2006). Кавалер ордена «За заслуги перед Федеративной Республикой Германия» (2010). Почетный профессор Тимишоарского университета, почетный доктор университета в Араде (2011).

## Публикации на русском языке
- Венский модерн и кризис идентичности/ Пер. с франц. Т.Баскаковой. СПб.: Изд-во им. Н.И.Новикова, 2009 (Австрийская библиотека)